# 汀恩·錢斯
威爾默·汀恩·錢斯（英語：Wilmer Dean Chance，1941年6月1日—2015年10月11日），為美國職棒大聯盟的投手。生涯曾效力過天使、雙城、印地安人、大都會與老虎等隊。
1964年，年僅23歲的錢斯成為史上最年輕的賽揚獎得主。在那時，兩聯盟只會選出一位賽揚獎得主。該年他以20勝成為美聯勝投王，單季投出11次完封寫下天使隊史紀錄。

## 職業生涯
高中時的錢斯專攻棒球和籃球，他還曾經帶領學校籃球隊拿下州冠軍。不過比起籃球，他的棒球能力更為出色。他在高中生涯拿下52勝1敗，單季還投出過8場無安打比賽。
1959年，甫從高中畢業的錢斯加入金鶯隊。1960年，參議員隊透過擴編選秀選走錢斯，並在隔年將他交易到天使，換來Joe Hicks。1961年9月11日，年僅20歲的錢斯登上大聯盟。該年他吞下2敗，防禦率6.87。
1962年，錢斯拿下14勝，防禦率2.96。他在新人王票選中拿下第三名，僅次於隊友Buck Rodgers和洋基隊的湯姆·崔許。1963年，雖然錢斯吞下18敗，但他的防禦率只有3.19。1964年，錢斯迎來了生涯年。他拿下20勝9敗，防禦率1.65，同時拿下勝投王、防禦率王和賽揚獎，並入選生涯首次全明星賽。接下來錢斯都能維持雙位數勝投的身手，但球隊的打擊能力卻一年以一年糟。最終天使在1966年12月2日將錢斯和Jackie Hernández交易到雙城，換來Jimmie Hall、Don Mincher和Pete Cimino。
1967年，錢斯再度拿下單季20勝。8月6日，他投出一場5局完全比賽，後來該比賽因雨裁定。8月25日，他投出生涯唯一一場無安打比賽。然而錢斯在球季最後一場先發卻表現大崩盤，導致雙城無緣拿下聯盟冠軍。但這年他不僅入選明星賽，還拿下東山再起獎。
1968年，錢斯首度在雙城隊擔任開幕戰先發。該年他拿下16勝16敗，帳面成績看似平庸，實際上他先發22場比賽，有17場比賽隊友得分不到2分，導致他無緣拿下單季至少20勝。1969年，錢斯因為背傷導致表現急遽下滑。球季結束後，雙城在12月10日將他、葛雷格·奈托斯、Ted Uhlaender和Bob Miller交易到印地安人，換來路易斯·提安特和Stan Williams。這筆交易對於雙城來說可說是一筆失敗的交易，因為Nettles隔年敲出26轟，反觀交易過來的提安特帶傷出賽一整年，並在季末遭到釋出。
至於錢斯，他在1969年至1971年間僅拿下18勝，表現不如以往。1970年，他在印地安人和大都會合計拿下9勝8敗，防禦率4.28。1971年，他加入了老虎隊，並逐漸成為牛棚投手。該年他拿下4勝6敗，並在球季結束後退休。
錢斯的生涯打擊率只有0成66，生涯662個打數吞下420次三振。他也和Ron Herbel共同被評為1960年代大聯盟最不會打擊的投手。

## 退休之後
退休後，錢斯在他家鄉經營農場。1990年代，他創立了國際拳擊協會，培養不少拳擊好手。
2011年6月4日，為了紀念天使創隊50週年，錢斯在洋基球場參與開球儀式。
錢斯育有1子布萊特，他在1985年於俄亥俄州立大學畢業。2015年8月，錢斯入選天使隊名人堂。
2015年10月11日，錢斯因病去世，享年74歲。

## 生涯投球成績
| 勝  | 敗  | 防禦率 | 出賽場次 | 先發場次 | 完投 | 完封 | 救援成功 | 投球局數 | 安打 | 自責分 | 被全壘打 | 保送 | 奪三振 | 暴投 | 觸身球 |
| --- | --- | ------ | -------- | -------- | ---- | ---- | -------- | -------- | ---- | ------ | -------- | ---- | ------ | ---- | ------ |
| 128 | 115 | 2.92   | 406      | 294      | 83   | 33   | 23       | 2147.1   | 1864 | 832    | 697      | 122  | 739    | 70   | 65     |

## 外部連結
- 球員資訊和成績在MLB ，ESPN，Retrosheet ，Baseball Reference ，Baseball Reference (Minors) ，Fangraphs ，The Baseball Cube （英文）

| 前任： Don Wilson | 投出無安打比賽的投手 1967年8月25日 | 繼任： Joe Horlen |